# Cristian Darío Álvarez
Cristian Darío Álvarez Azad (Rosario, Santa Fe, 13 de noviembre de 1985), deportivamente conocido como Cristian Álvarez, es un exfutbolista argentino. Jugaba como arquero, siendo su último equipo el Real Zaragoza de la Segunda División de España. 

## Trayectoria
Rosario Central
Se formó en las divisiones inferiores de Tiro Federal y de Rosario Central, donde debutó con el primer equipo el 23 de febrero de 2006 ante Cerro Porteño por la Copa Libertadores. Tanto en el Torneo Clausura 2006 como en la Copa se repartió la titularidad del arco de Central con Jorge Broun, Juan Marcelo Ojeda y Hernán Castellano.
En el Apertura 2006 no tuvo mucha participación y quedó relegado al banco de suplentes durante la mayor parte del torneo. Al torneo siguiente, con la venta de Ojeda a River Plate, Álvarez se hizo con la titularidad en el arco canalla. Continuó con la titularidad en la temporada 2007/08 donde su equipo tuvo que pelear el descenso y logró salvarse de la promoción en las últimas fechas.
Espanyol
A mitad de 2008 fichó por el Real Club Deportivo Espanyol de Barcelona por cinco temporadas y por una cantidad de 1.500.000 euros. Durante sus primeras 3 temporadas en el club fue suplente hasta que en la temporada 2011-12 se ganó la titularidad.
San Lorenzo
A mediados de 2013 llegó a San Lorenzo de Almagro. Arrancó su ciclo como titular, pero una lesión y las buenas actuaciones de su reemplazo, Sebastián Torrico, lo relegaron al banco de suplentes. De todos modos pudo gritar campeón del Torneo Inicial 2013, jugando 3 partidos. En su segundo semestre en el club participó de varios partidos en el torneo local, principalmente en las últimas fechas, cuando el equipo presentaba mayoría de suplentes debido a que el principal objetivo era la Copa Libertadores. 
Rayo Vallecano
A mediados de 2014 se acordó el préstamo al Rayo Vallecano de Madrid, que competiría en la Primera División de España. Con el club vallecano disputó una sola temporada.
Cerro Porteño
Llegó al club paraguayo a préstamo por un año con opción a compra en junio. Con el ciclón disputó el Torneo Clausura 2015, Torneo Apertura 2016 y la Copa Libertadores de América 2016.
Real Zaragoza
Tras un año de inactividad, el 3 de agosto de 2017 ficha por el Real Zaragoza de la Segunda División de España, con el proyecto de ascender a Primera División como club histórico de esta. Fichó inicialmente por una temporada con opción de ampliar a dos más, renovación automática que se hizo efectiva al superar los 25 partidos disputados a un gran nivel. El 20 de agosto de 2020 se anuncia la ampliación de su contrato por dos temporadas más, hasta junio de 2023. El 30 de abril de 2021 marcó un gol de cabeza de falta en el minuto 97 en un partido contra el Lugo.
En octubre de 2023 el Ayuntamiento de Zaragoza le nombró hijo adoptivo de la ciudad.
El 3 de febrero de 2025, anunció su retirada del fútbol.

## Selección nacional
Fue convocado por primera vez a la selección argentina el 30 de octubre de 2012 para disputar un partido amistoso ante Arabia Saudita en Riad, aunque solo ocupó un lugar en el banco de suplentes. También fue citado para el encuentro del 6 de febrero de 2013 ante Suecia, convocado nuevamente pero sin llegar a debutar.

## Estadísticas
| C. A. Rosario Central Argentina          |               |               |     |     |    |    |   |     |     |      |      |
| 1ª                                       | 2005-06       | 7             | 2   | -   | -  | 3  | 5 | 10  | 7   | 0.70 |      |
| 1ª                                       | 2006-07       | 20            | 23  | -   | -  | -  | - | 20  | 23  | 1.15 |      |
| 1ª                                       | 2007-08       | 34            | 49  | -   | -  | -  | - | 34  | 49  | 1.44 |      |
| Total club                               | Total club    | 61            | 74  | 0   | 0  | 3  | 5 | 64  | 79  | 1.23 |      |
| R. C. D. Espanyol · España               |               |               |     |     |    |    |   |     |     |      |      |
| 1.ª                                      | 2008-09       | 1             | 1   | 4   | 5  | -  | - | 5   | 6   | 1.20 |      |
| 1.ª                                      | 2009-10       | 8             | 7   | 2   | 3  | -  | - | 10  | 10  | 1.00 |      |
| 1.ª                                      | 2010-11       | 5             | 8   | 4   | 3  | -  | - | 9   | 11  | 1.22 |      |
| 1.ª                                      | 2011-12       | 23            | 34  | 1   | 2  | -  | - | 24  | 36  | 1.50 |      |
| 1.ª                                      | 2012-13       | 18            | 28  | -   | -  | -  | - | 18  | 28  | 1.55 |      |
| Total club                               | Total club    | 55            | 78  | 11  | 13 | 0  | 0 | 66  | 91  | 1.38 |      |
| C. A. San Lorenzo Argentina              |               |               |     |     |    |    |   |     |     |      |      |
| 1ª                                       | 2012-13       | 0             | 0   | 0   | 0  | 1  | 1 | 1   | 1   | 1.00 |      |
| 1ª                                       | 2013-14       | 10            | 11  | 0   | 0  | 0  | 0 | 10  | 11  | 1.10 |      |
| Total club                               | Total club    | 10            | 11  | 0   | 0  | 1  | 1 | 11  | 12  | 1.09 |      |
| Rayo Vallecano · España                  |               |               |     |     |    |    |   |     |     |      |      |
| 1.ª                                      | 2014-15       | 17            | 20  | 1   | 4  | -  | - | 18  | 24  | 1.33 |      |
| Total club                               | Total club    | 17            | 20  | 1   | 4  | 0  | 0 | 18  | 24  | 1.33 |      |
| Cerro Porteño Paraguay                   |               |               |     |     |    |    |   |     |     |      |      |
| 1ª                                       | 2015          | 21            | 24  | 0   | 0  | 0  | 0 | 21  | 24  | 1.14 |      |
| 1ª                                       | 2016          | 1             | 1   | 0   | 0  | 0  | 0 | 1   | 1   | 1.00 |      |
| Total club                               | Total club    | 22            | 25  | 0   | 0  | 0  | 0 | 22  | 25  | 1.14 |      |
| Real Zaragoza · España                   |               |               |     |     |    |    |   |     |     |      |      |
| 2.ª                                      | 2017-18       | 38            | 42  | 2   | 0  | -  | - | 40  | 42  | 1.05 |      |
| 2.ª                                      | 2018-19       | 38            | 49  | -   | -  | -  | - | 38  | 49  | 1.29 |      |
| 2.ª                                      | 2019-20       | 35            | 41  | 0   | 0  | -  | - | 35  | 41  | 1.17 |      |
| 2.ª                                      | 2020-21       | 37            | 32  | 0   | 0  | -  | - | 37  | 32  | 0.86 |      |
| 2.ª                                      | 2021-22       | 38            | 41  | -   | -  | -  | - | 38  | 41  | 1.08 |      |
| 2.ª                                      | 2022-23       | 35            | 31  | 0   | 0  | -  | - | 35  | 31  | 0.88 |      |
| 2.ª                                      | 2023-24       | 13            | 12  | 0   | 0  | -  | - | 13  | 12  | 0.92 |      |
| 2.ª                                      | 2024-25       | 0             | 0   | 0   | 0  | -  | - | 0   | 0   | 0    |      |
| Total club                               | Total club    | 234           | 248 | 2   | 0  | 0  | 0 | 213 | 248 | 1.16 |      |
| Total carrera                            | Total carrera | Total carrera | 432 | 456 | 14 | 17 | 4 | 6   | 450 | 479  | 1.14 |
| (*)Goles encajados.** Temporada en curso |               |               |     |     |    |    |   |     |     |      |      |

## Palmarés

### Campeonatos nacionales
| Título           | Club              | País      | Año    |
| ---------------- | ----------------- | --------- | ------ |
| Primera División | C. A. San Lorenzo | Argentina | I-2013 |

### Copas internacionales
| Título            | Club              | País      | Año  |
| ----------------- | ----------------- | --------- | ---- |
| Copa Libertadores | C. A. San Lorenzo | Argentina | 2014 |